# Green Gesamtschule
Die Green Gesamtschule ist eine Gesamtschule in Rheinhausen. Die im Jahre 1958 gegründete Schule am Körnerplatz gehört zu den größten Schulen in Duisburg, sie ging 2020 aus der Realschule Rheinhausen hervor.

## Geschichte

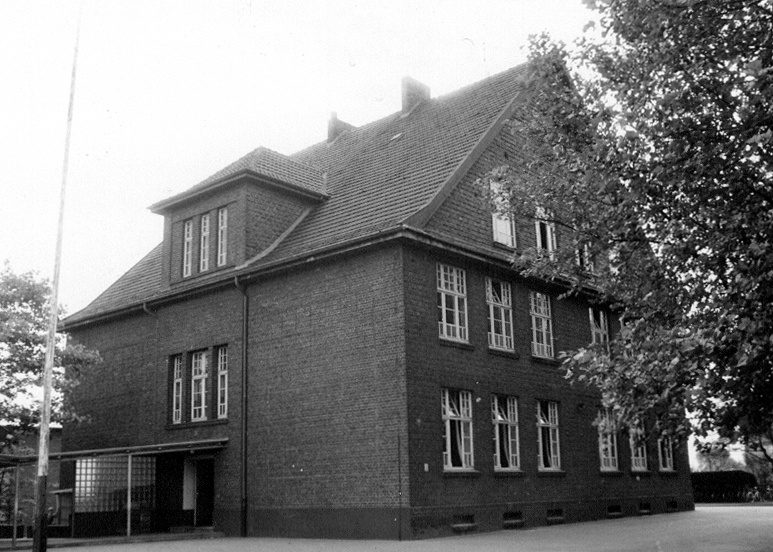
Pestalozzischule, welche als erstes Unterrichtsgebäude der Realschule Rheinhausen diente

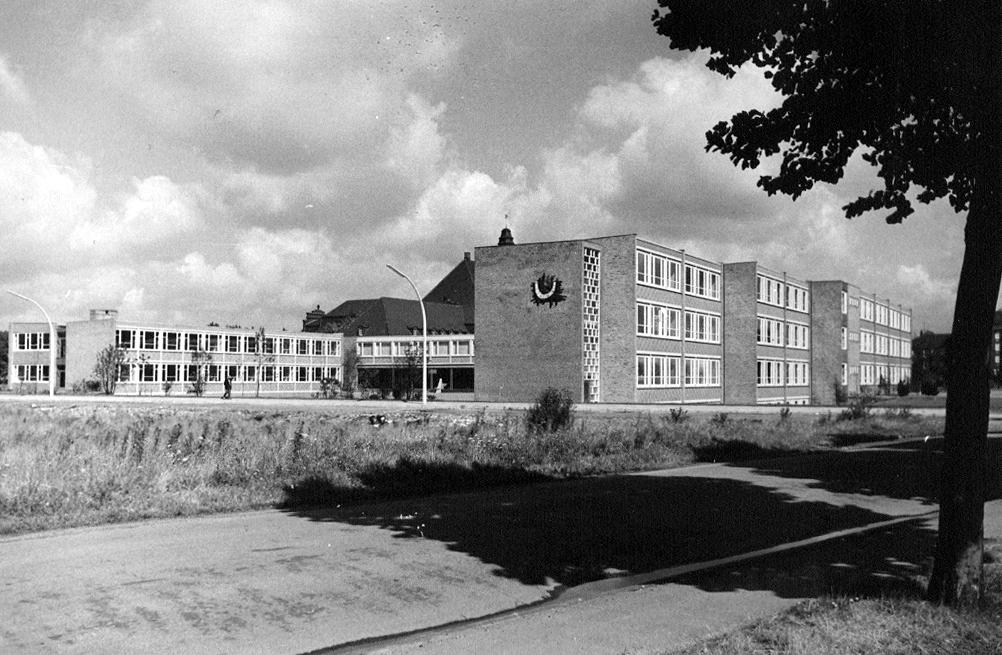
Alter Neubau der Realschule Rheinhausen

Die Form der Realschule existiert in Rheinhausen seit 1958, mit der Gründung der Realschule Rheinhausen, welche am 18. April 1958 ihren Unterricht aufnahm. Am Anfang fand der Unterricht in der damaligen Berufsschule an der Pestalozzistraße statt. Sie war die erste und einzige Realschule in der damals selbstständigen Stadt Rheinhausen und in ihrem linksrheinischen Umfeld.
1959 wurde der Grundstein für den Neubau am Körnerplatz gelegt, für den es am 27. Mai 1960 ein Richtfest gab. Dieser Gebäudeteil wurde am 18. Juni 1961 eingeweiht. Im April 1966 erfolgte der dritte Bauabschnitt, Turnhalle und Aula wurden hinzugefügt. Die Aula wurde am 18. Juni 1966 offiziell eingeweiht und im folgenden November wurde die Turnhalle fertiggestellt. 1981 wurden dem Klassentrakt noch sechs Klassenräume hinzugefügt.
1983/84 feierte die Realschule Rheinhausen mit einem Festakt und einem Tag der offenen Tür ihr 25-jähriges Bestehen. Zum 50. Geburtstag der Stadt Rheinhausen erstellten die Schüler einen Kalender mit Motiven der Stadt.
1986 wurde der Fachbereich Informatik im naturwissenschaftlichen Trakt eingerichtet, dort konnten die Schüler an zehn Rechnern arbeiten. 1994 organisierten Lehrer und Schüler einen Sponsorenlauf. Sein Erlös kam einer Kinderkrankenstation im russischen Vetka zugute.
1995 wurde die Realschule Rheinhausen als eine von drei Duisburger Realschulen „Trägerschule“ für das Schullandheim in Hollerath in der Eifel, das vom Schullandheimverein Duisburger Realschulen e. V. betrieben wird. Die Trägerschule Realschule Rheinhausen unterstützt den Schullandheimverein durch Nutzung des Schullandheims und trägt durch Erlöse aus Aktivitäten und Veranstaltungen der Schule(z. B. Sponsorenwanderungen und Benefizkonzerte der Schulband) zur Deckung der laufenden Kosten des Schullandheims bei.
Im Oktober 1997 fand erstmals ein Schüleraustausch zwischen der Realschule Rheinhausen und der Ferryhill Comprehensive School aus Durham statt, die schon seit Mai 1997 die Partnerschule der Schule war. Zunächst besuchten etwa 30 Schüler der Realschule die Comprehensive School in Nordengland und nahmen u. a. eine Woche am Unterricht teil. Im Gegenzug reisten im Sommer 1998 englische Schüler nach Rheinhausen, um dort ebenfalls eine Woche lang den deutschen Unterricht kennenzulernen. Dieses Projekt zwischen den beiden „Partnerschulen“ blieb einmalig. Im gleichen Jahr erhielt die Realschule einen Internetanschluss.

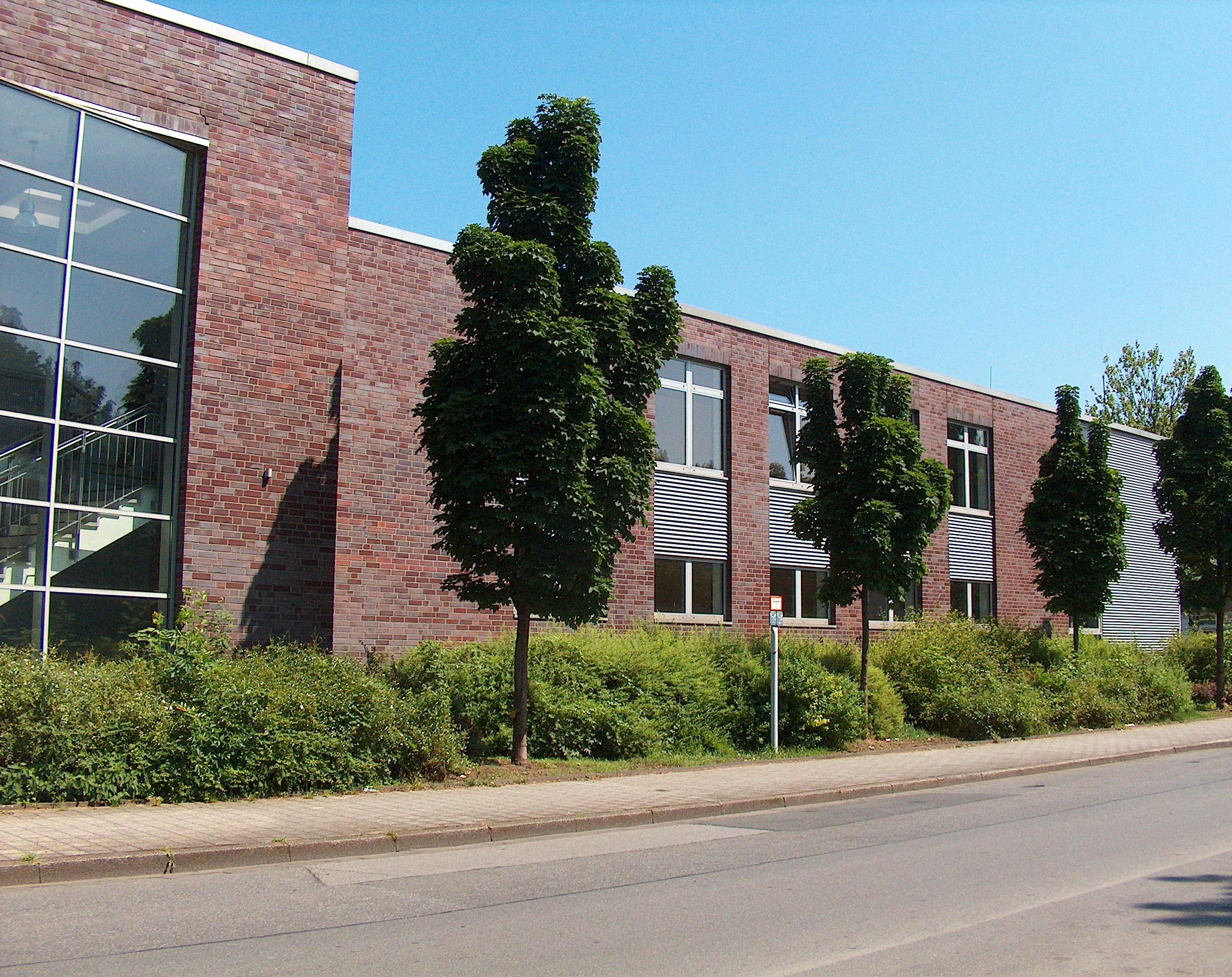
Der Neubau der Realschule wurde im Sommer 1999 fertiggestellt und besitzt 8 Klassen- und 4 Fachräume

1999 wurde der Neubau fertiggestellt, der nun acht Klassenräume besitzt. Dieser ist mit dem naturwissenschaftlichen Trakt verbunden.
Aufgrund wachsender Schülerzahlen entstand 2001 eine zweite Realschule auf der Ulmenstraße. In diesem Jahr öffnete erstmals die Schülerfirma „Eat-X“. Die Einnahmen des Sponsorenlaufes 2002 kamen den Opfern des Elbehochwassers in Ostdeutschland zugute. 2003 wurde die Streitschlichter AG gegründet. Am 25. März 2003 wurde eine Schülerkette um das Schulgebäude gebildet – für den Frieden und gegen den Dritten Golfkrieg. Die Webpräsenz der Schule wurde in das Internet gestellt.
Im Jahre 2004 wurde die Nijmegnse Scholengemeenschaft Greenewould Partnerschule der Realschule Rheinhausen. Seit 2006 wird deshalb Niederländisch in Arbeitsgemeinschaften unterrichtet. Am 2. Mai 2005 eröffnete ein Schulshop mit Schulkleidung und anderen schuleigene Artikel. Seither wird der zweimal jährliche „Methoden-Tag“ der unter dem Namen „EVA“ (= Eigenverantwortliches Arbeiten) durchgeführt. Am 12. September 2006 wurde die Schulkleidung vereinheitlicht.
Am 18. April 2008 feierte die Realschule Rheinhausen ihr 50-jähriges Bestehen mit einer Ballonflugaktion und den Schülern des ersten Jahrganges aus dem Jahr 1958.
Der Förderverein wurde 2016 gegründet. 2020 wurde aus der Realschule die Gesamtschule Körnerplatz, die 2021 in Green Gesamtschule umbenannt wurde.
2021 wurde der Schule der Deutsche Schulpreis verliehen.

## Schulprofil

### Fremdsprachen
Die Gesamtschule bietet Unterricht in den Fremdsprachen Englisch, Latein, Niederländisch, Italienisch und Türkisch an.

### Verbot von Multimedia-Geräten
Im Jahr 2003 wurde das Verbot von Handys an der Realschule Rheinhausen I beschlossen. Neben Unterrichtsstörungen wollte man auch Neid und Gewaltvideos vorbeugen. Am 29. März 2006 fand diese Sonderregel mediale Beachtung, als RTL einen Beitrag ausgestrahlte. Es folgten Zeitungsartikel in NRZ und den Wochenblättern der Stadt Duisburg und Rheinhausens. Seit Sommer 2006 dürfen auch keine Multimediaplayer und vergleichbaren Geräte mehr mitgebracht und genutzt werden.

### Schulkleidung
Im Sommer 2005 wurde eine von Schülern und Lehrern entworfene Kollektion einer einheitlichen Schulkleidung vorgestellt. Ab 2006 wurden nur noch dunkel-blaue Kleidungsstücke angeboten. Dafür wurde ein Schulshop eingeführt, der von Schülern geführt wurde.

### Irene-Senst-Preis
Seit Juni 2005 wird der Irene-Senst-Preis für die Bestleistung im Fach Mathematik der Klasse 10 verliehen. Stifterin des Geldpreises ist die ehemalige Mathematik- und Erdkundelehrerin Irene Senst, die von 1969 bis Sommer 2006 an der Schule unterrichtete.

### Afrika meets europe
Am 24. Mai 2006 fand unter der Leitung von Ilse Storb, der einzigen Jazzprofessorin Europas, der Workshop „Afrika meets europe“ statt. In Zusammenarbeit mit der Gruppe Canu, die aus Musikern aus Deutschland und Guinea besteht, musizierten Lehrer und Schüler.

### Schulband
2000 / 2001 wurde die erste Schülerband namens „Power Clan“ gegründet. 2001 / 2002 bildet sich eine neue Schulband names „The Shapes“. 2003/2004 gründete sich die Schülerband MPC (= Master P’s Childrens).

### Streitschlichter AG
Die Streitschlichter AG ist eine freiwillige Arbeitsgemeinschaft von Schülern der Jahrgangsstufe 8, die sich mit der Streitvermeidung und Streitschlichtung befasst.

### Bläserklasse
Im Schuljahr 2007/2008 entstand die Bläserklasse der Realschule Rheinhausen. Die Kinder der Klasse 5 konnten zwei Wochen sämtliche Blasinstrumente testen.

### Verschiedenes
- Das Projekt „Entwicklung sozialer Kompetenz“ (ESK) wird mit je einer Wochenstunde in Klasse 5 und 6 durchgeführt.
- Das Projekt EVA (Eigenverantwortliches Arbeiten) wird zweimal jährlich in allen Klassenstufen durchgeführt. Ziele sind insbesondere die Förderung sicheren Auftretens und eigenverantwortlichen Handelns.
- Eine Schülerzeitung erschien erstmals 1965 unter dem Namen „Antenne“. 1992 bekam sie den bis heute aktuellen Namen „Real“.
- Mediendesign- und Informatikkurse existieren seit 1986.
- Die Schul-Cafeteria EAT-X existiert seit 2002.
- Die Comic-AG setzt sich aus Schülern der Klassen 5 bis 10 zusammen und beschäftigt sich mit der Bebilderung der Schülerzeitung.
- Die Jahrgangsstufen 8 unternehmen seit 1999 eine einwöchige Projektfahrt. Gewählt werden kann zwischen Skifahren, Reiten, Segeln oder dem Schullandheim Hollerath.